# Список померлих 2016 року
Це список визначних людей, що померли 2016 року, упорядкований за датою смерті. Під кожною датою перелік в алфавітному порядку за прізвищем або псевдонімом.
Смерті визначних тварин та інших біологічних форм життя також зазначаються тут.
Типовий запис містить інформацію в такій послідовності:
- Ім'я, вік, країна громадянства і рід занять (причина визначимості), встановлена причина смерті і посилання.

Інструменти пошуку в новинах: google, meta, yandex.

## Грудень

### 31 грудня
- Валерій Маліков, 74, Голова Служби безпеки України (1994—1995) .
- Марія Харченко, 92, українська співачка та акторка театру, Народна артистка України

### 30 грудня
- Алан Вільямс, 86, перший продюсер гурту The Beatles

### 29 грудня
- Нестор Гонсальвес, 80, уругвайський футболіст, що грав на позиції опорного півзахисника.
- Незу Джінпачі, 69, японський сейю і актор.

### 28 грудня
- Деббі Рейнольдс, 84, американська акторка та співачка, мати Керрі Фішер; серцевий напад.

### 27 грудня
- Більський Едуард Антонович, 85, радянський та український архітектор.
- Керрі Фішер, 60, американська акторка, найбільш відома за роллю Леї Органа.

### 26 грудня
- Анастасян Ашот Гамлетович, 52, вірменський шахіст; міжнародний гросмейстер, восьмиразовий чемпіон Вірменії.
- Єгіазарян Ашот Єремович, 73, вірменський державний діяч, дипломат.
- Барбара Тарбак, 74, американська актриса кіно, театру і телебачення, найбільш відома за роллю Леді Джейн Джек в телесеріалі «Головний госпіталь».

### 25 грудня
- Глінка Єлизавета Петрівна (Доктор Ліза), 54, виконавчий директор фонду «Справедлива допомога», член Ради при президенті РФ з розвитку громадянського суспільства і прав людини. Авіакатастрофа.
- Джордж Майкл, 53, популярний англійський співак, володар двох премій Греммі.
- Халілов Валерій Михайлович, 64, головний військовий диригент РФ, генерал-лейтенант. Авіакатастрофа.

### 24 грудня
- Річард Адамс, 96, англійський письменник, відомий як автор книги «Небезпечні мандри».
- Кривін Фелікс Давидович, 88, український російськомовний письменник, автор інтелектуальних гумористичних творів.

### 23 грудня
- Балл Георгій Олексійович, 80, радянський та український психолог, член-кореспондент НАПН України.
- Весна Вулович, 66, югославська рекордсменка Книги рекордів Гіннесса, що вижила після падіння з висоти 10 км.
- Латипов Куддус Каніфович, 93, радянський військовий льотчик, Герой Радянського Союзу.
- Мірутс Їфтер, 72, ефіопський легкоатлет, олімпійський чемпіон.

### 21 грудня
- Шалевич В'ячеслав Анатолійович, 82, російський актор, Народний артист Росії (1979).

### 20 грудня
- Зажирко Микола Петрович, 70, директор Черкаського кооперативного економіко-правового коледжу (1983—2016), кандидат психологічних наук, доцент, Заслужений працівник освіти України.
- Мішель Морган, 96, французька акторка.

### 19 грудня
- Карлов Андрій Геннадійович, 62, російський дипломат, надзвичайний і повноважний посол Російської Федерації в Туреччині. Вбивство.
- Яковлєв Олександр Анатолійович, 70, радянський і російський актор театру і кіно.

### 18 грудня
- Жа Жа Габор, 99, американська актриса .

### 17 грудня

Святослав Караванський

- Караванський Святослав Йосипович, 95, український мовознавець, поет, перекладач, журналіст, автор самвидаву. Багатолітній в'язень концтаборів СРСР 1944—1960, 1965—1979. Член ОУН.
- Олеськів Василь, 92, український політичний діяч, голова Організації Українських Націоналістів.

### 16 грудня
- Мельник Фаїна Григорівна, 71, радянська легкоатлетка (метання диска і штовхання ядра), дворазова чемпіонка Європи і Олімпійська чемпіонка (1972).

### 15 грудня
- Богдан Смолень, 69, польський комедійний актор, артист кабаре.

### 13 грудня

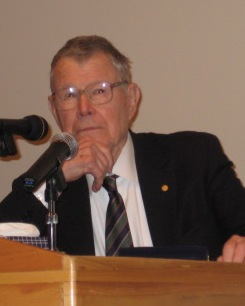
Томас Шеллінг

- Томас Шеллінг, 95, американський економіст, лауреат Нобелівської премії з економіки 2005 року.

### 11 грудня
- Есма Реджепова, 73, македонська співачка, яка представляла Македонію на пісенному конкурсі Євробачення 2013 у Мальме.

### 8 грудня
- Джон Гленн, 95, астронавт США, льотчик-випробувач, сенатор-демократ від штату Огайо.

### 7 грудня
- Грег Лейк, 69, англійський басист, гітарист, вокаліст, автор пісень та продюсер. Один з засновників гуртів King Crimson та Emerson, Lake & Palmer.

### 6 грудня
- Белякович Валерій Романович, 66, народний артист Росії, художній керівник Театру на Південному-Заході.
- Пітер Вон, 93, англійський актор («Гра престолів»).

### 5 грудня
- Джемаль Гейдар Джахидович, 69, російський ісламський діяч, публіцист, політичний оглядач і коментатор.

### 4 грудня
- Гомельська Юлія Олександрівна, 52, український композитор, член Національної Спілки композиторів України. Автокатастрофа.
- Другальов Віталій Володимирович, 53, український композитор і фольклорист, заслужений працівник культури України (2009).

### 3 грудня
- Доротей Дмитро Шимчій, 101, священик Української Греко-Католицької Церкви, василіянин, душпастир серед українських емігрантів у Бразилії та Аргентині, педагог, письменник.

### 2 грудня
- Павленко Анатолій Федорович, 76, ректор Київського національного економічного університету імені Вадима Гетьмана, доктор економічних наук.

### 1 грудня
- Пелипенко Андрій Анатолійович, 56, російський культуролог, філософ, художник, літератор.

## Листопад

### 29 листопада
- Баткін Леонід Михайлович, 84, російський історик, літературознавець, культуролог, педагог, громадський діяч.
- Маркос Данило Паділья, 31, бразильський футболіст, воротар. Вижив 28 листопада 2016 року в авіакатастрофі в Колумбії, але помер в лікарні міста Ла-Сеха на наступний день.

### 28 листопада
- Тайманов Марк Євгенович, 90, радянський шахіст, міжнародний гросмейстер (1952), піаніст.

### 27 листопада
- Іоанніс Гривас, 93, грецький суддя, тимчасовий прем'єр-міністр країни.

### 26 листопада
- Петер Ганс Кольвенбах, 87, католицький священик, єзуїт, двадцять дев'ятий за рахунком генерал Товариства Ісуса і одинадцятий після його відновлення в 1814 році.

### 25 листопада
- Артемов Віталій Павлович, 37, казахський футболіст, що грав на позиції захисника.
- Еріх Блох, 91, американський інженер в галузі електроніки.
- Фідель Кастро, 90, кубинський політичний діяч.
- Рассел Оберлін, 88, американський співак, один з перших контртенорів[1].

### 24 листопада
- Дзяк Георгій Вікторович, 71, український вчений-кардіолог, педагог. Один з провідних учених в галузі ревматології та кардіології.
- Майкл Аббенсеттс, 78, британський письменник гаянського походження[2].

### 21 листопада
- Жан-Клод Ріссе, 78, французький акустик і композитор.

### 20 листопада
- Константінос Стефанопулос, 90, грецький юрист, політик, президент Греції в 1995—2005 роках.

### 18 листопада
- Лазарєв Євген Миколайович, 79, радянський, російський та американський актор, театральний режисер і педагог.
- Скляренко Євген Тимофійович, 92, український хірург-травматолог, доктор медичних наук (з 1966 року), професор (з 1968 року), заслужений діяч науки і техніки УРСР (1984).

### 16 листопада
- Мелвін Лейрд, 94, американський політичний діяч, член Республіканської партії, міністр оборони США в 1969—1973 роках.
- Лен Оллчерч, 83, валлійський футболіст, півзахисник клубу «Свонсі Сіті».
- Даніель Продан, 44, румунський футболіст, колишній захисник збірної Румунії, більшу частину кар'єри виступав за бухарестський «Стяуа»; серцевий напад.
- Джей Форрестер, 98, американський інженер, розробник системної динаміки.

### 15 листопада
- Сіксто Дюран Бальєн, 95, еквадорський архітектор і політик, президент країни у 1992—1996 роках.
- Моуз Еллісон, 89, американський джазовий і блюзовий піаніст, співак і композитор.

### 13 листопада
- Леон Расселл (справжнє ім'я Клод Расселл Бріджес), 74, вокаліст, піаніст, гітарист, композитор, аранжувальник, автор текстів, продюсер.

### 11 листопада
- Роберт Вон, 83, американський актор.

### 9 листопада
- Бреньо Золтан Матвійович, 87, колишній радянський і український футболіст. Грав на позиції нападника.
- Федьків Володимир Дмитрович, 61—62, радянський та український скульптор.

### 8 листопада
- Рауль Кутар, 92, французький кінооператор і режисер.

### 7 листопада

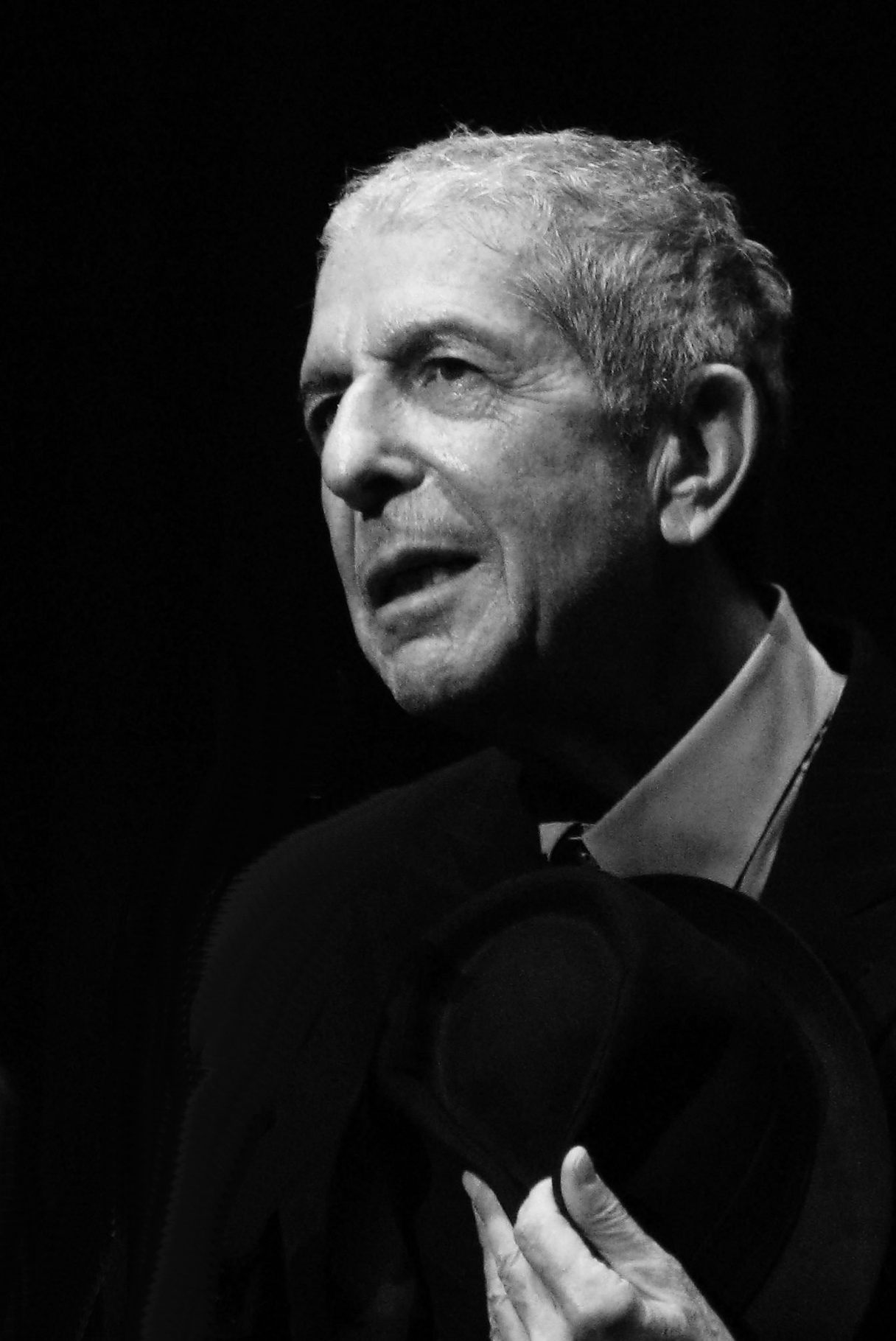
Леонард Коен

- Леонард Коен, 82, канадський поет, співак і автор пісень.

### 3 листопада
- Деко Олександр Аврамович, 89, український письменник, видавець, журналіст.

### 2 листопада
- Попов Олег Костянтинович, 86, клоун, народний артист СРСР (1969).

## Жовтень

### 31 жовтня
- Наталі Беббітт, 84, американська письменниця й ілюстраторка дитячих книжок.[3]
- Зельдін Володимир Михайлович, 101, російський актор, Народний артист СРСР (1975).

### 28 жовтня
- Ніколас Бретвейт, 91, політичний діяч Гренади, прем'єр-міністр країни з 1983 до 1984 та з 1990 до 1995 року.

### 27 жовтня
- Землянікін Володимир Михайлович, 83, радянський і російський актор театру і кіно.

### 26 жовтня
- Майкл Массі, 61, американський актор.

### 25 жовтня
- Карлос Альберто Торрес, 72, бразильський футболіст, захисник. По завершенні ігрової кар'єри — футбольний тренер.

### 24 жовтня
- Боббі Ві, 73, американський вокаліст, гітарист, композитор, автор текстів.
- Гаврилишин Богдан Дмитрович, 90, український, канадський, швейцарський економіст, громадський діяч, меценат, дійсний член Римського клубу.
- Гік Євгеній Якович, 73, радянський і російський шахіст і шаховий літератор, майстер спорту СРСР (1968).
- Хорхе Батльє Ібаньєс, 88, уругвайський політик, президент Уругваю в 2000—2005 роках.

### 23 жовтня
- Халіфа бін Хамад Аль Тані, 84, емір Катару (1972—1995).

### 22 жовтня
- Табеї Дзюнко, 77, японська альпіністка. Перша жінка, яка дісталася вершини Евереста (16 травня 1975 року).
- Заклунна-Мироненко Валерія Гавриїлівна, 74, українська та радянська актриса театру і кіно, Герой України (2012).

### 21 жовтня
- Сафаров Сафар Гаюрович, 69, таджицький державний і політичний діяч, дипломат. Надзвичайний і Повноважний Посол Таджикистану в Україні та Росії.
- Тищенко В'ячеслав Олексійович, 67, український енергетик-атомник, директор Запорізької АЕС (2003—2016), заслужений енергетик України.

### 20 жовтня
- Бурак Софія Ярославівна, 55, українська художниця-графік, майстриня художнього текстилю.
- Пєнкіна Світлана Олександрівна, 65, радянська актриса.

### 19 жовтня
- Кирейко Віталій Дмитрович, 89, український композитор, педагог, музично-громадський діяч.

### 18 жовтня
- Вадим Мішин, 71, молдовський політик лівого спрямування, депутат Парламенту Молдови.

### 17 жовтня
- Теодор Куфель, 96, польський військовий діяч[4].

### 16 жовтня
- Кігелі V[en], 80, останній король Руанди [5] [6]
- Павлов Арсеній Сергійович, 33, ватажок донецьких бойовиків.

### 14 жовтня
- Чурюмов Клим Іванович, 79, український астроном, член-кореспондент НАН України [7]

### 13 жовтня
- Пхуміпон Адульядет, 88, король Таїланду (від 1946).
- Заболотна Валентина Ігорівна, 76, театральний та кінокритик, театрознавець.
- Даріо Фо, 90, італійський драматург, режисер, теоретик театру, художник. Лауреат Нобелівської премії з літератури (1997).

### 11 жовтня
- Патрісія Баррі, 93, американська кіно- і телеактриса.
- Федорішин Микола Володимирович, 38, український футболіст, півзахисник.

### 9 жовтня
- Анджей Вайда, 90, польський кінорежисер і кіносценарист.
- Головин Богдан Петрович, 90, український педагог, історик, просвітянин, краєзнавець, публіцист.

### 8 жовтня
- Стиліанос Паттакос, 103, грецький військовий і політичний діяч.
- П'єр Чернія, 88, французький актор, кінорежисер, сценарист, продюсер та телеведучий.

### 7 жовтня
- Батько-Нищук Оксана Василівна, 43, українська акторка, заслужена артистка України. Дружина міністра культури України Євгена Нищука.
- Воронін В'ячеслав Анатолійович, 81, радянський і український актор.
- Іванова Людмила Іванівна, 83, радянська і російська актриса театру і кіно.

### 5 жовтня
- Міхал Ковач, 86, словацький політичний і державний діяч, перший президент Словаччини з 2 березня 1993 до 2 березня 1998 року.
- Род Темпертон, 66, британський автор пісень, продюсер і музикант.

### 2 жовтня
- Невіл Маррінер, 92, англійський скрипаль та диригент.

## Вересень

### 28 вересня
- Шимон Перес, 93, ізраїльський політик, президент Ізраїлю (2007—2014), двічі обіймав посаду прем'єр-міністра країни.

### 27 вересня
- Себастіян Папаяні, 80, румунський актор театру і кіно.

### 25 вересня
- Давид Паділья, 89, болівійський політичний та військовий діяч, генерал, президент країни у 1978—1979 роках.
- Арнолд Палмер, 87, американський гравець у гольф, один із найвизначніших в історії цього виду спорту.

### 24 вересня
- Мел Чарлз, 81, валлійський футболіст, що виступав за «Свонсі Сіті», «Арсенал», «Кардіфф Сіті», а також національну збірну Уельсу.

### 23 вересня
- Марсель Артелеса, 78, французький футболіст, що грав на позиції захисника.

### 22 вересня
- Джанлуїджі Ронді, 94, італійський кінокритик та сценарист.
- Чамсулвараєв Чамсулвара Багамедович, 32, російський і азербайджанський борець вільного стилю, чемпіон Європи, призер чемпіонатів світу, учасник Олімпійських ігор.

### 21 вересня
- Леонідас Донскіс, 54, литовський філософ, політолог, соціальний аналітик і політичний коментатор, член Європейського Парламенту.

### 17 вересня

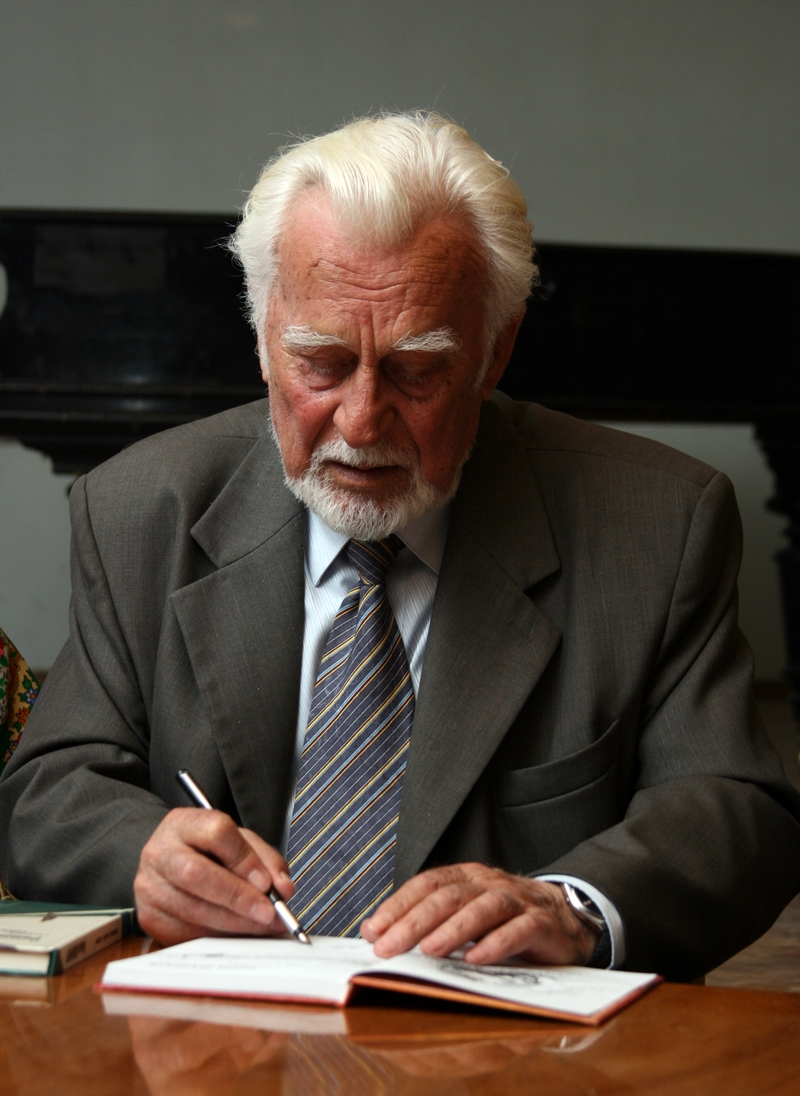
Роман Іваничук

- Іваничук Роман Іванович, 87, український письменник, громадський діяч, народний депутат України І-го скликання (1990–1994), заслужений працівник культури України.

### 16 вересня
- Ґабріель Аморт, 91, італійський римо-католицький священик, екзорцист Римської дієцезії, письменник.
- Едвард Олбі, 88, американський драматург.
- Карло Адзеліо Чампі, 95, італійський політик, екс-президент Італії.

### 13 вересня
- Турков Андрій Михайлович, 92, радянський і російський літературний критик, літературознавець.

### 12 вересня
- Шандор Чоорі, 86, угорський поет, прозаїк, журналіст, кіносценарист, громадський діяч.

### 11 вересня
- Назаров Едуард Васильович, 74, радянський і російський мультиплікатор, Народний артист Російської Федерації.

### 9 вересня
- Литвиненко Таїсія Порфирівна, 87, радянська і українська кіноактриса.

### 8 вересня
- Романчук Роман Романович, 37, український і російський боксер-любитель, майстер спорту міжнародного класу з кікбоксингу і майстер спорту міжнародного класу з боксу; серцевий напад.

### 7 вересня
- Боб Дейлі, 63, колишній канадський хокеїст, що грав на позиції захисника.

### 5 вересня
- Солоневський Ростислав Тимофійович, 86, український письменник, гуморист, володар премії імені В.Поліщука, Г.Чубая, Лауреат Нобельської премії (двічі).

### 4 вересня
- Матвєєва Новелла Миколаївна, 81, російська поетеса.

### 3 вересня
- Карлос Булгероні, 71, аргентинський підприємець, керівник найбільшої приватної нафтової компанії в Аргентині Bridas.
- Жан-Крістоф Йокко, 59, французький математик.

### 2 вересня
- Карімов Іслам Абдуганійович, 78, радянський і узбецький державний і політичний діяч, Перший секретар ЦК Комуністичної партії Узбекистану (1989—1991), Голова Ради Міністрів Узбецької РСР (1990—1991), Президент Узбекистану (1990—2016).

## Серпень

### 31 серпня
- Андріяненко Віра Іванівна, 70, українська вокалістка, Народна артистка України (1993), Почесний громадянин Луганська, Лауреат багатьох співочих конкурсів.

### 30 серпня
- Марк Рібу, 93, французький фотограф і фотокореспондент.
- Джо Саттер, 95, американський інженер компанії Боїнг і головний інженер проекту Боїнг 747.
- Віра Чаславська, 74, чехословацька гімнастка, олімпійська чемпіонка.

### 29 серпня
- Джин Вайлдер, 83, американський актор, комік, режисер, сценарист, продюсер, письменник.

### 28 серпня
- Патик Володимир Йосипович, 89, український художник.

### 27 серпня
- Щетинін Олександр Костянтинович, 54, російсько-український журналіст, засновник інформаційного агентства «Новий регіон».

### 25 серпня
- Джеймс Вотсон Кронін, 76, американський фізик, лауреат Нобелівської премії з фізики за 1980 рік.
- Соня Рікель, 86, французький дизайнер.[http://www.france24.com/en/20160825-obituary-iconic-french-fashion-designer-sonia-rykiel-dies-86

### 24 серпня
- Сергій Бабич, 76, дисидент, кавалер ордена за мужність.
- Веслав Бек, 86, польський журналіст і політик часів ПНР[8].
- Мішель Бютор, 89, французький письменник, представник нового роману.
- Вальтер Шеєль, 97, німецький політик, з 1974 по 1979 роки займав пост федерального президента Німеччини.

### 23 серпня
- Райнгард Зелтен, 85, німецький математик та економіст, лауреат Нобелівської премії з економіки (1994).

### 21 серпня
- Стецько Віра Іллівна, 60, українська мистецтвознавиця, музейний працівник, громадська діячка.

### 20 серпня
- Даніела Дессі, 59, італійська оперна співачка, сопрано.
- Лу Перлман, 62, американський музичний менеджер, створив гурт «Backstreet Boys»[9].
- Шаповалов Євген Іванович, 64, український політик, міський голова Бердянська (2008—2010).

### 17 серпня
- Ватаманюк Василь Іванович, 74, соліст оркестру Національного заслуженого академічного українського народного хору України ім. Г. Г. Верьовки, заслужений артист УРСР (1987).
- Артур Гіллер, 92, канадський та американський кінорежисер («Історія кохання» (1970), «Скажені гроші» (1987), «Нічого не бачу, нічого не чую» (1989), «Гори, Голлівуд, гори» (1998)), продюсер, президент гільдії режисерів Америки (1989—1993), президент академії кінематографічних мистецтв і наук (1993—1997).

### 16 серпня
- Жуау Авеланж, 100, бразильський та міжнародний футбольний функціонер. Сьомий президент ФІФА (1974—1998), член МОК (1963—2011).
- Річард Семінак, 74, єпископ Чиказької єпархії святого Миколая Української Греко-Католицької Церкви.

### 14 серпня
- Голубець Михайло Андрійович, 85, український державний та політичний діяч, народний депутат України 1-го скликання, доктор біологічних наук.
- Герман Кант, 90, німецький письменник і публіцист.

### 13 серпня
- Кенні Бейкер, 81, британський актор.
- Франсуаза Малле-Жоріс, 86, французька письменниця бельгійського походження, член Ґонкурівської академії (1971—2011).

### 12 серпня
- Любомир Попович, 81, французький художник-сюрреаліст сербського походження.

### 11 серпня
- Аджубей Рада Микитівна, 87, журналістка, старша донька колишнього радянського лідера Микити Хрущова.

### 9 серпня
- Мазепа Лешек Зигмундович, 85, український музикознавець та педагог.
- Неізвєстний Ернст Йосипович, 91, радянський і американський скульптор і художник-графік, відомий шістдесятник, філософ; один з найвизначніших скульпторів-авангардистів сучасності.

### 4 серпня
- Юзеф Барила, 91, польський військовий і політичний діяч.
- Шарко Зінаїда Максимівна, 87, радянська, російська актриса театру і кіно, заслужена артистка РРФСР.

### 3 серпня
- Володимир Гнида, 93, ветеран Дивізії Галичина.

### 2 серпня
- Ахмед Хассан Зевейл, 70, єгипетський хімік, лауреат Нобелівської премії з хімії 1999.
- Кумановський Микола Іванович, 64, український художник, автор проекту герба міста Луцьк.

### 1 серпня
- Анна Бурбон-Пармська, 92, королева Румунії, дружина короля Міхая І.

## Липень

### 31 липня
- Бойків Василь Петрович, 90, ветеран Дивізії Галичина, батько Володимира Бойківа, Героя Небесної Сотні.
- Іскандер Фазіль Абдулович, 87, абхазький письменник.
- Тійонофудзі Міцугу, 61, японський борець сумо, 58-й йокодзуна.
- Орзіх Марко Пилипович, 90, видатний український вчений-конституціоналіст, доктор юридичних наук, професор, заслужений діяч науки і техніки України.
- Сеймур Пейперт, 88, видатний математик, програміст, психолог і педагог; один з основоположників теорії штучного інтелекту, творець мови програмування Logo.
- Филипчук Михайло Андрійович, 60, український археолог, багаторічний дослідник Пліснеська, директор Інституту археології Львівського національного університету імені Івана Франка.

### 30 липня
- Молочков Микола Миколайович, 78, радянський футболіст; у 1960—1962 та 1964—1965 роках виступав за ФК «Чорноморець».
- Чайковський Богдан Миколайович, 73, український музейник, багатолітній директор Львівського історичного музею, заслужений працівник культури України.

### 29 липня
- Лисянський Владлен Костянтинович, 85, радянський і український волейбольний тренер.

### 28 липня
- Еміль Зінсу, 98, бенінський політичний діяч, президент Дагомеї (нині Бенін).
- Пташников Іван Миколайович, 83, білоруський письменник, заслужений працівник культури Білоруської РСР.

### 27 липня
- Ейноюгані Раутаваара, 87, фінський композитор.

### 26 липня

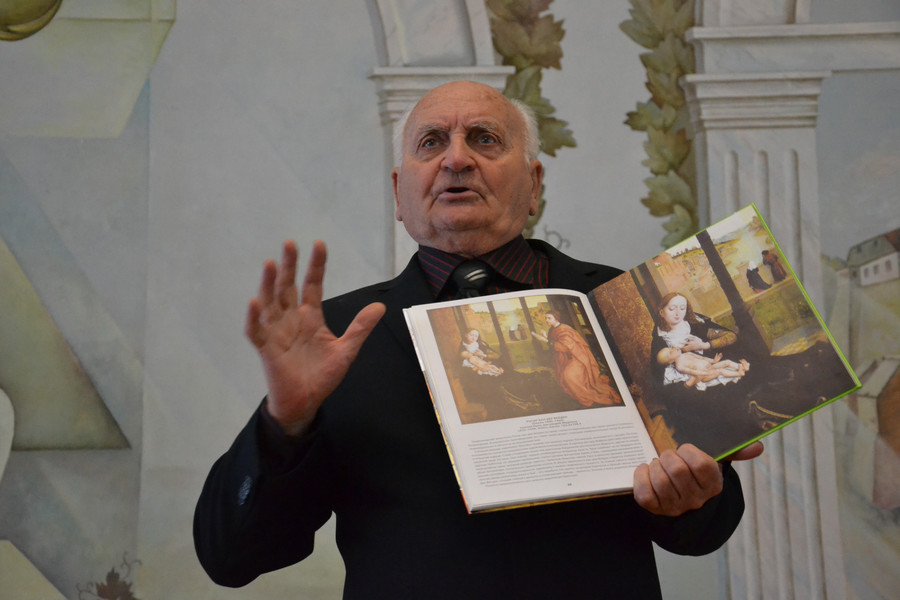
Володимир Овсійчук

- Овсійчук Володимир Антонович, 91, український мистецтвознавець, педагог, Заслужений діяч мистецтв України.
- Жак Амель, священник. Загинув під час нападу на церкву в Нормандії.
- Хаварівський Богдан-Роман Васильович, 67, український архівіст, педагог, краєзнавець, громадсько-культурний діяч.

### 25 липня
- Галіль Іналджик, 100, турецький історик, доктор наук, спеціаліст з історії Османської імперії.

### 24 липня
- Єжи Бар, 72, польський дипломат, Надзвичайний і Повноважний Посол Польщі в Україні (1997—2001).
- Орест Субтельний, 75, канадський історик, професор, автор підручника «Україна: Історія».

### 23 липня
- Жан Рікарду, 84, французький письменник та літературний критик, теоретик Нового роману.
- Турб'єрн Фелльдін, 90, шведський політик, прем'єр-міністр у трьох урядах Швеції в період від 1976 р. до 1982 р.

### 22 липня
- Девід Білоголовий Орлан, 97, вождь племені лакота, військовик та актор США.

### 21 липня
- Крижанівський Віктор Володимирович, 66, український художник, педагог, доктор філософії, член Національної спілки художників України; ножове поранення.

### 20 липня
- Раду Беліґан, 97, румунський театральний і громадський діяч, актор театру, кіно і телебачення, режисер і педагог.
- Шеремет Павло Григорович, 44, білоруський, російський та український журналіст телебачення, радіо та періодичних видань; загинув від вибуху в машині.

### 19 липня
- Гаррі Маршалл, 81, американський актор, кінорежисер, кінопродюсер і сценарист.

### 16 липня
- Олексій Янко, 92,  комбатант дивізії «Галичина», стрілець сотні УПА «Чайки» і куреня «Довбуша».

### 15 липня
- Дмитрієв Георгій Петрович, 73, російський композитор, Заслужений діяч мистецтв Росії (2003).

### 14 липня
- Петер Естерхазі, 66, угорський письменник.
- Ширай Євген Вікторович, 68, радянський та український архітектор, головний архітектор Полтавської області (1991—2008), автор герба і прапора Полтавщини.

### 13 липня
- Гектор Бабенко, 70, бразильсько-аргентинський кінорежисер, сценарист, продюсер й актор українського походження.
- Бернардо Провенцано, 83, колишній бос сицилійської мафії Коза Ностра.
- Роберт Фано, 98, італійсько-американський вчений, почесний професор електроніки і комп'ютерних наук в Массачусетському технологічному інституті.

### 12 липня
- Горан Хаджич, 57, хорватський політик сербського походження, другий президент Республіки Сербська Країна під час війни на Балканах, з 26 лютого 1992 року до 1994 року.

### 11 липня
- Промисловський Михайло Борисович, 79, радянський та український баскетбольний тренер, Заслужений тренер України, Заслужений працівник фізичної культури і спорту України.

### 10 липня
- Ісаєв Анатолій Костянтинович, 83, радянський футболіст та футбольний тренер.
- Ян Маєрчак, 90, польський політик і господарник часів ПНР.

### 8 липня
- Саватій (Козко), 73, архієрей Російської Православної старообрядницької Церкви.

### 7 липня
- Самотос Іван Михайлович, 82, український скульптор, Заслужений діяч мистецтв УРСР (1990).

### 5 липня
- Вільям Лестер Армстронг, 79, американський бізнесмен і політик-республіканець.

### 4 липня
- Аббас Кіаростамі, 76, іранський кінорежисер, сценарист і продюсер.

### 2 липня
- Елі Візель, 87, єврейський, французький та американський письменник, журналіст, громадський діяч. Лауреат Нобелівської премії миру 1986 року.
- Мішель Рокар, 85, французький політик, член Соціалістичної партії.
- Майкл Чіміно, 77, американський кінорежисер, сценарист та продюсер.

### 1 липня
- Ів Бонфуа, 93, французький поет, прозаїк, есеїст, перекладач.

## Червень

### 29 червня
- Ольга Короткевич, 43, журналіст Радіо Свобода (1996—2009), провідний науковий співробітник наукового відділу Національного парку «Нарочанский».
- Сліпак Василь Ярославович, 41, український оперний співак, соліст Паризької національної опери, волонтер, учасник АТО.
- Калратхі Ґанратхі Субраман'ян, 90, індійський художник-модерніст, письменник, поет та педагог.

### 28 червня
- Скотті Мур, 85, американський гітарист, що з Білом Блеком творили музичний супровід Елвіса Преслі.

### 27 червня
- Бад Спенсер, 86, італійський актор, сценарист, продюсер, співак та автор пісень, колишній спортсмен.
- Елвін Тоффлер, 87, американський письменник, соціолог та футуролог, один з авторів концепції «Інформаційної цивілізації».

### 26 червня
- Куцев Анатолій Миколайович, 57, український футболіст та тренер, що очолював жіночі молодіжну та національну збірні України.
- Янковський Ростислав Іванович, 86, білоруський актор. Народний артист СРСР (1978).

### 25 червня
- Моріс Дантек, 57, канадський письменник-фантаст французького походження.

### 21 червня
- Петренко Микола Іванович, 57, директор Київського академічного театру ляльок, «голос» київського метро.

### 20 червня
- Ільницький Юрій Васильович, 91, партійний діяч Української РСР, депутат Верховної Ради СРСР.

### 19 червня
- Єльчін Антон Вікторович, 27, американський кіноактор російського походження, найбільш відомий за роллю Павла Чехова в серії фільмів «Зоряний шлях».
- Віктор Стенкулеску, 88, румунський генерал.

### 16 червня
- Джо Кокс, 41, політик Лейбористської партії Великої Британії, член парламенту від виборчого округу Батлі і Спен (2015 — 16 червня 2016); вбивство.

### 15 червня
- Стернюк Андрій Петрович, 98, ветеран Дивізії Галичина.
- Цибульський Леонід Юхимович, 66, український тренер з дзюдо, заслужений тренер України, суддя міжнародної категорії.

### 14 червня
- Гришин Анатолій Кузьмич, 76, радянський російський веслувальник, байдарочник, олімпійський чемпіон, суддя міжнародної категорії.
- Химочка Василь Іванович, 65, український художник, член Національної спілки художників України (з 1992 р.).

### 13 червня
- Амбарцумян Офелія Карпівна, 91, вірменська співачка, народна артистка Вірменської РСР (1959).
- Каравайчук Олег Миколайович, 88, радянський і російський композитор, автор музики до багатьох кінофільмів і спектаклів.

### 12 червня
- Джордж Войнович, 79, американський політик, член Республіканської партії, член Сенату США від штату Огайо (1999—2011).
- Омар Матін, 29, масовий вбивця, на рахунку котрого 49 ліквідованих і 53 поранених осіб під час стрільбища в гей-барі «Пульс» (Орландо); застрелений.

### 11 червня
- Крістіна Гріммі, 22, американська співачка; вбивство.

### 10 червня
- Горлов Олександр Мойсейович, 85, американський вчений російського походження, почесний професор і директор гідропневматичної лабораторії енергетики Північно-Східного університету в Бостоні, Массачусетс.
- Горді Хоу, 88, канадський професіональний хокеїст, нападник.

### 9 червня
- Павленко Микола Іванович, 100, російський історик і письменник, заслужений діяч науки Росії.

### 8 червня
- Стівен Кеші, 54, нігерійський футболіст, що грав на позиції захисника. По завершенні ігрової кар'єри — тренер.
- Маріна Мальфатті, 76, італійська актриса.
- Махкамов Кахар Махкамович, 84, таджицький політичний і державний діяч, перший президент Таджикистану (1990—1991).
- П'єр Обер, 89, колишній президент Швейцарії (1983, 1987).

### 7 червня
- Кубів Василь Григорович, 89, учасник українського національно-визвольного руху, багатолітній політв'язень, громадський діяч, письменник і публіцист.
- Поліщук Анатолій Антонович, 66, колишній радянський волейболіст, нападник. Заслужений майстер спорту СРСР (1978).

### 6 червня
- Корчной Віктор Львович, 85, радянський, згодом — швейцарський шахіст, гросмейстер (1956).
- Пітер Шеффер, 90, британський драматург.

### 5 червня
- Жарков Олексій Дмитрович, 68, російський актор, народний артист Росії (1994).

### 4 червня
- Громиш Олександр Якович, 66, український оперний співак, бас, народний артист України.

### 3 червня

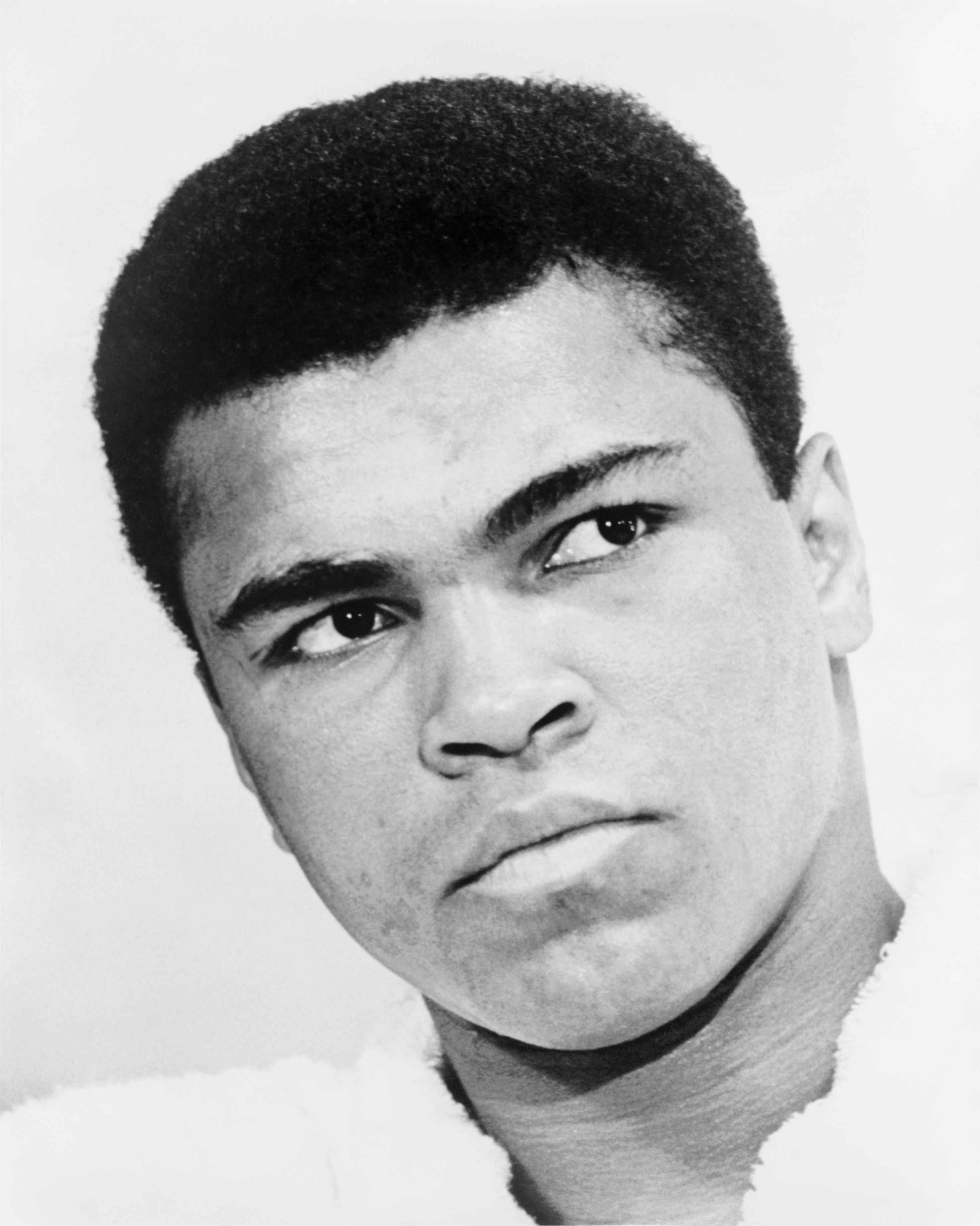
Мухаммед Алі

- Луї Салом, 24, іспанський мотогонщик, віце-чемпіон світу з шосейно-кільцевих мотогонок серії MotoGP в класі Moto3.
- Мухаммед Алі, 74, американський боксер, чемпіон Олімпіади 1960 року, один з найкращих боксерів усіх часів.

### 2 червня
- Коррі Броккен, 83, нідерландська співачка, переможець другого пісенного конкурсу Євробачення 1957 року.
- Лемешко Євген Пилипович, 85, радянський футболіст, воротар. Заслужений тренер України (1980).

### 1 червня
- Могила Володимир Федорович, 55, український альпініст, майстер спорту міжнародного класу з альпінізму (2006).

## Травень

### 31 травня
- Антоніо Імберт Баррера, 95, домініканський військовий і політичний діяч.
- Мухаммед Абдельазіз, 68, президент самопроголошеної Сахарської Арабської Демократичної Республіки з 30 серпня 1976 року до дня смерті.

### 30 травня
- Том Лисяк, 63, колишній канадський хокеїст, що грав на позиції центрального нападника.

### 27 травня
- Петро Геркуліан Мальчук, 50, архієпископ, ординарій Києво-Житомирської дієцезії Римо-Католицької Церкви в Україні.

### 26 травня
- Лоріс Франческо Каповілла, 100, італійський кардинал.

### 25 травня
- Жученко Григорій Прокопович, 93, учасник Другої світової війни, Герой Радянського Союзу (1945).

### 24 травня
- Кацал Микола Лукич, 75, український хоровий диригент, засновник і головний диригент чоловічої капели «Дударик».

### 22 травня
- Велімір Бата Живоїнович, 82, сербський актор.

### 21 травня
- Нік Менца, 51, американський музикант, найбільш відомий як барабанщик треш-метал гурту Megadeth.

### 19 травня
- Александр Астрюк, 92, французький актор, кінорежисер, сценарист і теоретик кіно.
- Марко Паннелла, 86, італійський журналіст і політик, один із засновників Радикальної партії.

### 12 травня
- Александр Карагеоргієвич, 91, принц Югославії та Сербії. Один з чотирьох засновників Сербського Конгресу.

### 10 травня
- Вихристенко Василь Іванович, 80, український письменник, поет, публіцист, військовий льотчик, член Національної спілки письменників України (від 29 травня 1997).

### 6 травня
- Зуєв Валерій Леонідович, 63, радянський футболіст, захисник (Динамо—Київ).

### 5 травня
- Томіта Ісао, 84, японський композитор, майстер кіномузики та композицій у галузі електронної музики кінця 20 століття.

### 4 травня
- Жан Батіст Багаза, 69, політичний діяч Бурунді, другий президент країни у 1976—1987 рр.
- Боб Беннетт, 82, американський політик, був членом Сенату США від штату Юта з 1993 по 2011.

### 3 травня
- Христич Зоя Петрівна, 83, українська оперна співачка (ліричне сопрано), педагог, Народна артистка УРСР (1965).

### 1 травня
- Кузнецов Юрій Анатолійович, 62, джазовий музикант .

## Квітень

### 30 квітня
- Марісоль Ескобар, 85, американський і венесуельський скульптор.
- Гарольд Крото, 76, британський хімік, лауреат Нобелівської премії з хімії за 1996 рік (спільно з Робертом Керлом і Річардом Смоллі) «за відкриття фулеренів».
- Найдьонова Віра Опанасівна, 67, директор державного підприємства «Дослідне господарство „Асканійське“ Інституту олійних культур Української академії аграрних наук» (Херсонська область), Герой України.

### 29 квітня
- Гнатюк Дмитро Михайлович, 91, український співак.

### 28 квітня
- Конрад Бернс, 81, американський політик, був членом Сенату США (Республіканська партія) від штату Монтана з 1989 по 2007 роки.

### 24 квітня
- Мартін Ґрей, 93, французький письменник, автор 12 книг.
- Клаус Зіберт, 60, німецький тренер з біатлону, колишній східно-німецький спортсмен-біатлоніст, олімпійський медаліст, триразовий чемпіон світу.
- Біллі Пол, 81, американський співак, перший виконавець пісні «Me and Mrs. Jones».

### 22 квітня
- Кириченко Світлана Тихонівна, 80, філолог, учасниця правозахисного руху в СРСР

### 21 квітня
- Prince (Прінс Роджерс Нельсон), 57, американський рок-музикант, один із найвпливовіших у рок-музиці.

### 20 квітня
- Гай Гамільтон, 93, британський кінорежисер, постановник 22 кінофільмів, найвідоміші серед яких чотири стрічки серії про Джеймса Бонда.

### 19 квітня
- Патрісіо Айлвін, 97, президент Чилі (1990—1994).
- Вальтер Кон, 93, американський фізик-теоретик, лауреат Нобелівської премії з хімії за 1998 рік за розвиток теорії функціонала електронної густини.\
- Мілт Паппас, 76, грекоамериканський професіональний бейсболіст, грав на позиції пітчера.

### 17 квітня
- Доріс Робертс, 90, американська актриса («Усі люблять Реймонда»).

### 16 квітня
- Луї Піло, 75, люксембурзький футбольний півзахисник, тренер, лауреат Ювілейної нагороди УЄФА як найвидатніший люксембурзький футболіст 50-річчя (1954—2003).

### 13 квітня
- Таслицький Юхим Борисович, 68, заслужений тренер УРСР, заслужений працівник фізичної культури і спорту України, тренер баскетбольного «Дніпра».

### 12 квітня
- Даруга Олександр, 54, український режисер, актор і сценарист.

### 11 квітня
- Філозов Альберт Леонідович, 78, радянський і російський актор театру і кіно, Народний артист Росії (1994).

### 8 квітня
- Мірча Албулеску, 81, один з найвідоміших румунських акторів.

### 7 квітня
- Барцаї Ласло, 79 або 80, угорський шахіст, гросмейстер від 1967 року.

### 3 квітня
- Чезаре Мальдіні, 84, колишній італійський футболіст, захисник, футбольний тренер, головний тренер національної збірної Італії (1996—1998).

### 2 квітня
- Ембер Рейн, 31, американська порноакторка.
- Руденко Валентин Федорович, 78, шаховий композитор, міжнародний гросмейстер (1980) і арбітр (1960), заслужений майстер спорту України.
- Ященко Леопольд Іванович, 87, український фольклорист, диригент, композитор; керівник хору «Гомін».

## Березень

### 31 березня
- Ганс-Дітріх Геншер, 89, німецький політичний діяч, міністр закордонних справ ФРН.
- Імре Кертес, 86, угорський єврейський письменник, лауреат Нобелівської премії з літератури за 2002 рік.
- Заха Хадід, 65, британська архітекторка іракського походження, лауреат Прітцкерівської премії з архітектури 2004 року.

### 26 березня
- Шакало Володимир Петрович, 74, радянський і український актор театру і кіно, Заслужений артист України.

### 24 березня
- Авдієвський Анатолій Тимофійович, 82, український хоровий диригент, композитор, педагог.
- Йоган Кройф, 68, голландський футболіст і наставник.

### 20 березня
- Анкер Йоргенсен, 93, данський державний і громадсько-політичний діяч, Прем'єр-міністр Данії (1972—1973, 1975—1982).

### 18 березня

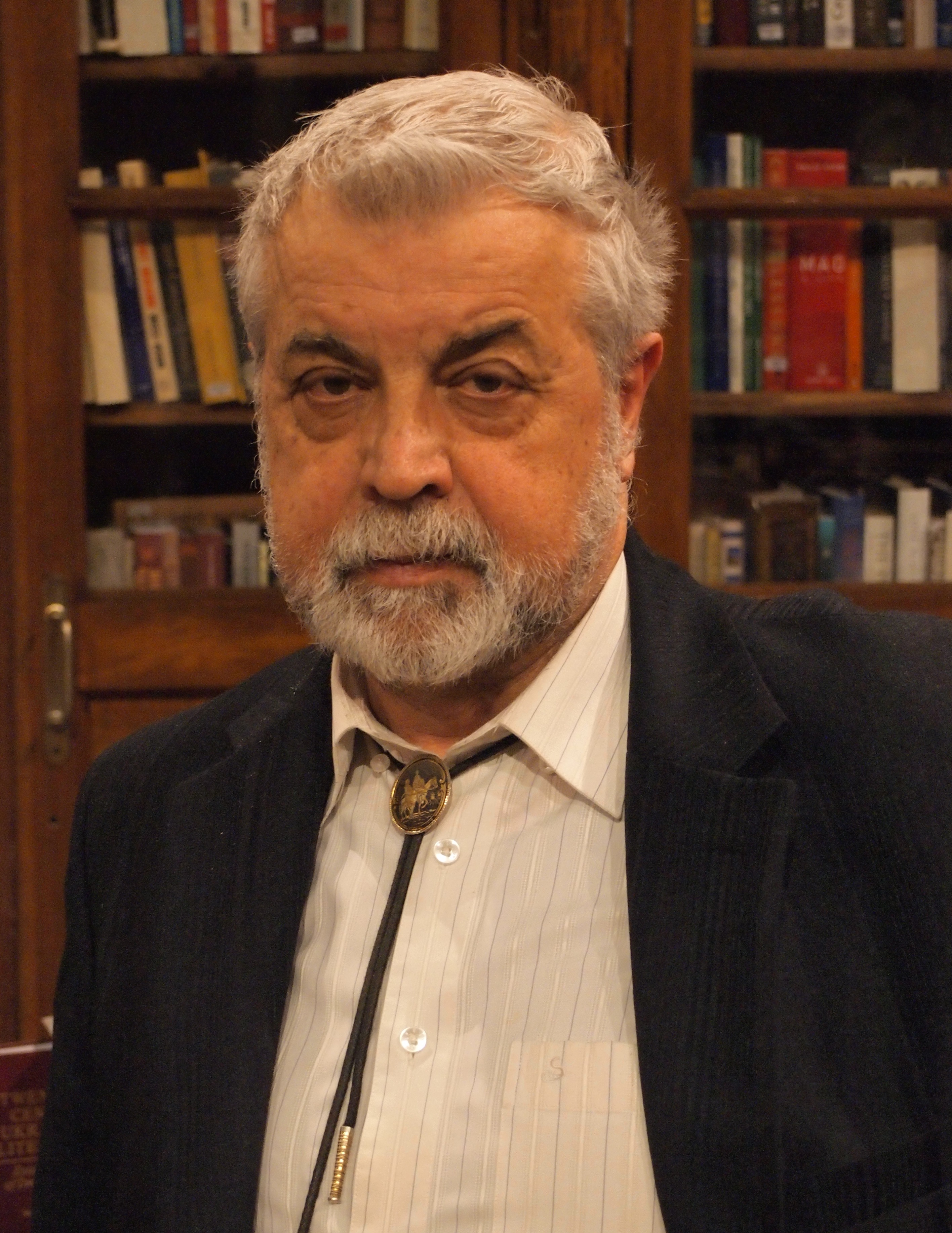
Лесь Танюк

- Лесь Танюк, 78, український режисер театру і кіно, заслужений діяч мистецтв України (1995), Народний артист України (2008).
- Микола Ротман, 61, український журналіст, публіцист, редактор, заслужений журналіст України (1999), голова Тернопільської обласної організації НСЖУ (2002—2016).
- Гідо Вестервелле, 54, німецький політик, 15-й віце-канцлер ФРН, також міністр закордонних справ в уряді Ангели Меркель. З 2001 по 2011 рік — голова Вільної демократичної партії.

### 16 березня
- Єсенін-Вольпін Олександр Сергійович, 91, російський математик, філософ, поет, один з лідерів дисидентського та правозахисного руху в СРСР, піонер правової просвіти в дисидентських колах радянського суспільства, радянський політв'язень.

### 10 березня
- Ернестін Андерсон, 87, американська джазова співачка.
- Кіт Емерсон, 71, британський клавішник і композитор, найбільш відомий як учасник груп The Nice і Emerson, Lake and Palmer.

### 6 березня
- Ненсі Рейган, 94, перша леді США.

### 5 березня
- Ніколаус Арнонкур, 86, австрійський диригент, представник руху автентичного виконавства.

### 3 березня
- Крачковська Наталія Леонідівна, 77, російська актриса, Заслужена артистка Росії (1998).

## Лютий

### 29 лютого
- Енгстрем Геннадій Ігорович, 66, радянський і український кінооператор, член Національної спілки кінематографістів України.

### 28 лютого
- Джордж Кеннеді, 91, американський актор, лауреат премії «Оскар».

### 27 лютого
- Вірська-Котляр Валерія Семенівна, 85, українська артистка балету, балетмейстер, педагог, Народна артистка УРСР (1964).

### 26 лютого
- Дорда Ніна Іллівна, 91, відома радянська естрадна співачка.
- Клас Ері, 76, естонський диригент у США та Фінляндії, викладач.

### 23 лютого
- Доналд Едвард Вільямс, 74, астронавт США, полковник.

### 22 лютого
- Живага Володимир Миколайович, 44, міський голова міста Старобільськ; вбитий.
- Збарський Лев Борисович, 84, російський художник, син біохіміка Бориса Збарського, брат біохіміка Іллі Збарського, перший чоловік актриси Людмили Максакової.

### 19 лютого

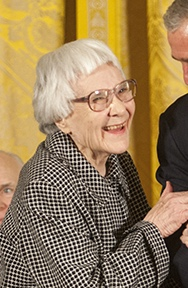
Гарпер Лі

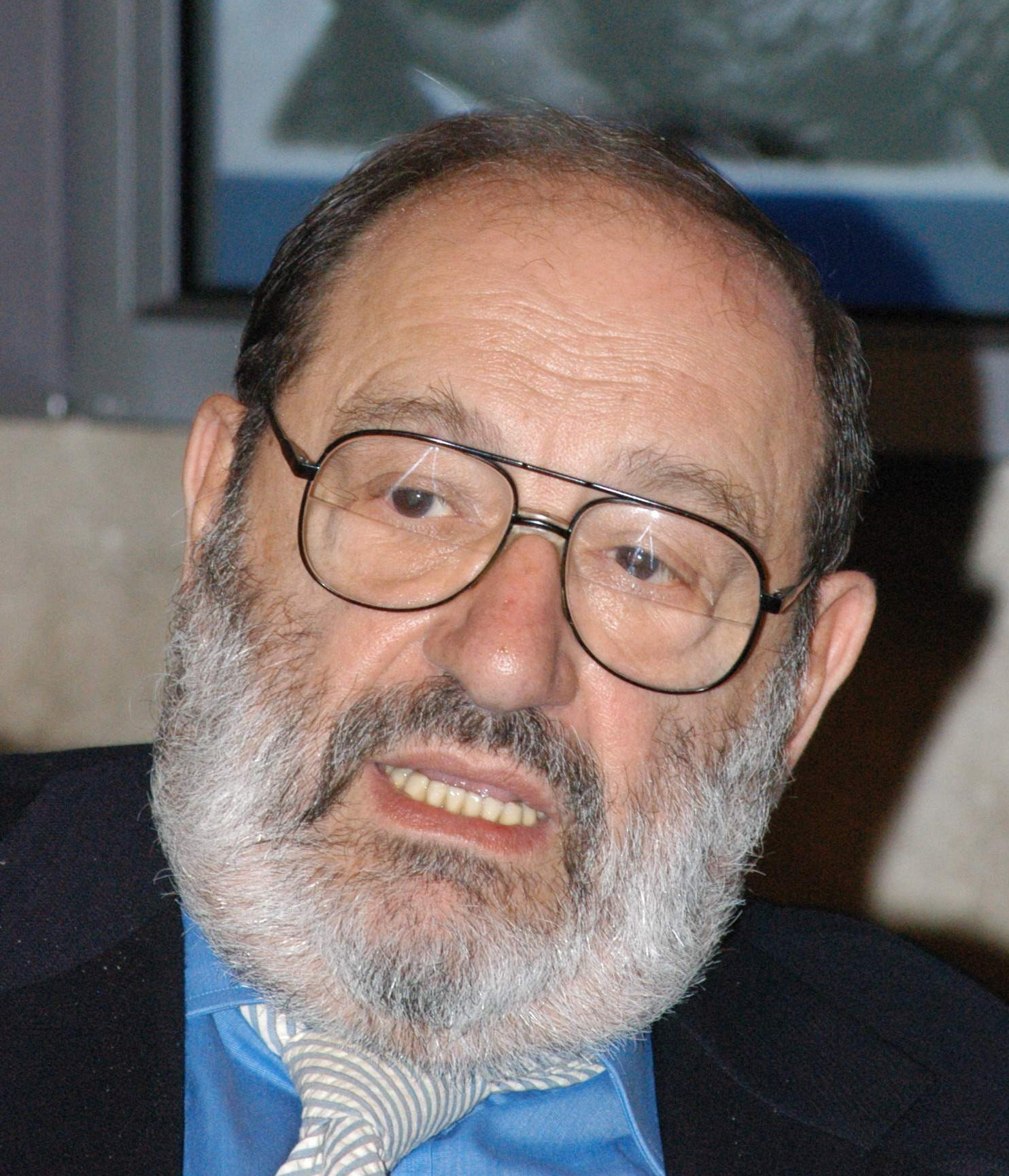
Умберто Еко

- Умберто Еко, 84, італійський письменник, філософ, лінгвіст, літературний критик, спеціаліст із семіотики і медієвіст.
- Гарпер Лі, 89, американська письменниця та публіцистка, відома завдяки її роману «Убити пересмішника» (1960), який було відзначено Пулітцерівською премією (1962).
- Григорій Бенько, ветеран Дивізії Галичина.

### 18 лютого
- Пантеліс Пантелідіс, 32, грецький поп-співак, автор пісень, який став відомим завдяки YouTube.

### 17 лютого

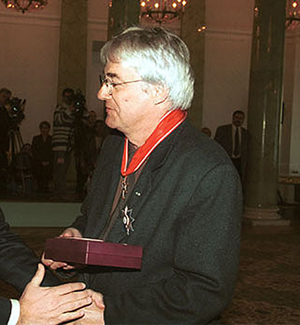
Анджей Жулавський

- Анджей Жулавський, 75, польський кінорежисер, сценарист, письменник, актор, один з найвпливовіших метрів польського та французького кінематографу.

### 16 лютого
- Бутрос Бутрос Галі, 93, єгипетський дипломат та політик, Генеральний секретар ООН.

### 15 лютого
- Джордж Гейнз, 98, американський актор фінського, російського, польського, французького та голландського походження.

### 13 лютого
- Батеха Василь Афанасійович, 96, лейтенант Радянської армії, командир роти протитанкових гвинтівок 282-го гвардійського стрілецького полку 92-ї гвардійської стрілецької дивізії, генерал-майор.
- Антонін Скаліа, 79, американський юрист і суддя італійського походження, суддя Верховного суду США.

### 10 лютого
- Ільїн Анатолій Михайлович, 84, радянський футболіст, нападник.

### 9 лютого
- Сібгатулла Моджадеді, 89—90, пуштунський духовний лідер, командир моджахедів (1989—1992), президент Афганістану (1992).

### 8 лютого
- Жульєтта Бенцоні, 95, французька письменниця[10].
- Монченко Владислав Іванович, 83, український зоолог, професор, доктор біологічних наук, академік Національної академії наук України.

### 6 лютого
- Аніса Маклюф Асад, 85—86, колишня перша леді Сирії (1971—2000).

### 4 лютого
- Едгар Мітчелл, 85, астронавт США.
- Наливайчук Дмитро Михайлович, 62, радянський і український актор, телеведучий.

### 3 лютого
- Зав'ялова Олександра Семенівна, 79, радянська, російська актриса театру і кіно, Заслужена артистка Росії (1994).
- Саулюс Сондецкіс, 87, литовський диригент.
- Моріс Вайт, 74, засновник чиказької групи Earth, Wind & Fire.

### 1 лютого
- Оскар Умберто Мехіа Вікторес, 85, гватемальський військовий та політичний діяч, президент країни з серпня 1983 до січня 1986 року.
- Тютюнник Анатолій Юхимович, 80, радянський, український кінорежисер.

## Січень

### 29 січня
- Жан-Марі Доре, 77, гвінейський політик, прем'єр-міністр країни упродовж 2010 року.
- Жак Ріветт, 87, французький режисер «нової хвилі».

### 27 січня
- Карлес Ак Мор, 75, каталонський письменник.
- Фіртич Георгій Іванович, 77, російський композитор.

### 26 січня
- Ейб Вигода, 94, американський актор, найбільше відомий за роллю у фільмі «Хрещений батько».
- Рябов Микола, 59, український спортивний телевізійний режисер, (телережисер футбольних трансляцій).

### 24 січня
- Марвін Мінський, 88, американський дослідник в галузі штучного інтелекту, співзасновник лабораторії штучного інтелекту Массачусетського Технологічного Інституту, автор праць з штучного інтелекту та філософії.

### 23 січня
- Йосип Фрішчич, 66, хорватський політичний діяч, заступник Голови хорватського парламенту, голова Хорватської селянської партії.

### 20 січня
- Едмонда Шарль-Ру, 95, французька письменниця, журналістка, екс-президент Гонкурівської академії.

### 19 січня
- Етторе Скола, 84, італійський сценарист, режисер, продюсер, актор, монтажер.

### 18 січня
- Олекса Логвиненко, 69, український перекладач.
- Мішель Турньє, 91, французький письменник, лауреат Гонкурівської премії.
- Гленн Фрай, 67, американський музикант та співак, відомий як один із засновників та співавтор багатьох хітів гурту Eagles.

### 17 січня
- Бодак Ярослав Антонович, 81, український музикознавець, етномузиколог, педагог, фольклорист.

### 15 січня
- Шевченко Олександр Оксеньтійович, 78, український вчений-правознавець, доктор юридичних наук, професор кафедри історії права і держави Київського національного університету.

### 14 січня
- Жаботинський Леонід Іванович, 77, радянський спортсмен, важкоатлет, дворазовий абсолютний олімпійський чемпіон з важкої атлетики в суперважкій ваговій категорії (1964, 1968).
- Алан Рікман, 69, британський театральний та кіноактор, актор озвучування.

### 13 січня
- Прибиловський Володимир Валеріанович, 59, президент інформаційно-дослідного центру «Панорама», керівник публічної інтернет-бібліотеки «Антикомпромат», лідер руху «Субтропічна Росія».

### 12 січня
- Букавшин Іван Олександрович, 20, російський шахіст, гросмейстер з 2011 року.

### 10 січня
- Девід Бові, 69, британський рок-музикант, співак, продюсер, аудіо-інженер, композитор, художник, актор.

### 8 січня
- Верхоляк Дмитро Кузьмич, 87—88, ветеран Української Повстанської Армії.
- Вітаутас Насвітіс, 87, литовський архітектор, заслужений діяч мистецтв, професор.

### 7 січня
- Педді Догерті, 89—90, колишній громадський активіст з Деррі, Північна Ірландія.
- Анна Сінодіну, 88, грецька актриса і політик, один із членів-засновників Національного театру Греції, засновник театру Лікавіт.

### 6 січня
- Ів Венсан, 94, французький актор («Жандарм одружується», «Заморожений»).
- Сільвана Пампаніні, 90, відома італійська актриса.

### 5 січня
- П'єр Булез, 90, французький композитор, диригент.
- Чатрал Санге Дордже, 102, відомий майстер Дзогчен.
- Кулиняк Данило Іванович, 67, український поет, прозаїк, журналіст, публіцист, історик і еколог.

### 4 січня
- Мішель Галабрю, 93, французький актор театру і кіно.
- Наталя Пастернак, 50, українська громадська діячка у Франції, очільниця української громади Франції у 2006—2015 роках.

### 3 січня
- Фуад Бутрос, 98, ліванський державний діяч[11].
- Пітер Наур, 87, данський піонер інформатики, лауреат премії Тюрінга.
- Сергун Ігор Дмитрович, 58, начальник ГРУ РФ, генерал-полковник.

### 2 січня
- Мішель Дельпеш, 69, французький співак.[недоступне посилання з липня 2019]
- Німр ан-Німр, 56—57, авторитетний шиїтський проповідник з Саудівської Аравії, шейх, що зазнав судового переслідування і був страчений.

### 1 січня
- Дейл Бамперс, 90, американський політик-демократ, губернатор штату Арканзас з 1971 по 1975.
- Петровцій Іван Юрійович, 70, відомий закарпатський письменник та перекладач.